# Un indizio per Cordelia Gray
Un indizio per Cordelia Gray (The Skull Beneath the Skin) è un romanzo giallo della scrittrice britannica P.D. James, pubblicato nel 1982. Si tratta del secondo romanzo dedicato alla detective privata Cordelia Gray.

## Storia editoriale
Il libro è stato tradotto in spagnolo, giapponese, ebraico, neogreco, ungherese, finlandese, polacco, francese, olandese, portoghese, norvegese, tedesco, russo, coreano, danese; in italiano la prima traduzione è apparsa nel 1983.

## Trama
L'agenzia investigativa di Cordelia Gray ha poco lavoro: solo animali da ritrovare e qualche pedinamento per sospetto adulterio. Quando arriva Sir George Ralston con una proposta piuttosto vaga, Cordelia accetta con molte perplessità, perché ha un gran bisogno di quell'incarico. La moglie di Ralston, Clarissa Lisle, un'attrice teatrale di fama, ha ricevuto una serie di lettere anonime con minacce di morte, espresse con citazioni tratte da opere del teatro elisabettiano. Ora tutti sono invitati su un'isola, Courcy, dove il ricco proprietario Ambrose Corringe ha restaurato il castello e il teatro e ingaggiato una compagnia per la rappresentazione de La duchessa di Amalfi, con Clarissa nel ruolo principale. Cordelia è invitata ad accompagnare Clarissa in qualità di segretaria.
Il soggiorno sull'isola prevede l'ospitalità per Clarissa, con il figliastro Simon e la cugina Roma; completano il gruppo un critico (Ivo) e Ralston, che però giungerà per la rappresentazione. Invece gli attori e i tecnici vengono traghettati ogni giorno sulla lancia dell'isola e riportati in terraferma a sera. Durante una visita alle curiosità del luogo, Cordelia intercetta un altro messaggio anonimo e non ne fa parola con nessuno. Ma, nonostante le mille precauzioni, Clarissa è trovata morta prima dello spettacolo e i sospetti riguardano solo gli ospiti e i domestici. La morte è avvenuta per un forte colpo alla fronte: in seguito l'assassino ha infierito distruggendo il volto della donna con un reperto dell'epoca vittoriana, di cui Ambrose fa collezione e che sembrava sparito la mattina stessa. La polizia interviene senza appurare nulla, poi quando i funzionari se ne vanno, scompare anche il domestico Munter, che è ritrovato annegato nello stagno del castello.
Mortificata per la morte della sua assistita, Cordelia cerca una spiegazione, anche se il suo compito è esaurito. Scopre che una cameriera di Clarissa (Miss Tolgarth, detta Tolly) ha perso in un incidente l'unica figlia, una bambina, perché essendo in corso uno spettacolo, Clarissa si è rifiutata di avvertire la madre delle condizioni critiche della piccola. Apprende che Roma eredita molto denaro dalla cugina e che della cifra ha un bisogno estremo. Infine scopre la vera identità di Munter: è figlio di un ufficiale britannico (Blythe) giustiziato sommariamente perché ritenuto una spia, da Ralston che, durante la seconda guerra mondiale era preposto ai militari di stanza a Courcy. Eppure nessuna di queste persone è accusabile, secondo le indagini di Cordelia, la quale scopre invece un movente da parte di Ambrose: è ricattato da anni da Clarissa che aveva scoperto una sua forte frode fiscale.
Con la massima imprudenza, Cordelia (che aveva fatto ricerche nella cittadina prospiciente all'isola) ritorna al castello e fa parlare Ambrose, dal quale apprende la confessione di Simon: questi aveva ucciso la matrigna senza intenzione, perché offeso da un suo tentativo di seduzione. Cordelia trova il ragazzo appeso alla stessa scaletta protesa sul mare, in una grotta dove già era morto Blythe. Terrorizzato, Simon vuole morire. Cordelia riesce a staccarlo dalla scaletta, quando Ambrose chiude la botola di comunicazione sopra le loro teste. Prigionieri e alla mercé della marea che sale, i due si abbandonano al mare, ma solo Cordelia si salva, mentre Simon soccombe perché ormai privo di forze. Ancora una volta Cordelia torna sull'isola, con la polizia. Il suo racconto convince gli agenti, ma Ambrose ha una versione dei fatti che in tribunale potrebbe salvarlo. Con la speranza che Cordelia rimanga ferma nella sua testimonianza, il tenente di polizia la fa incriminare: ma Cordelia si sente nel giusto e giura a se stessa che non si farà schiacciare dalle falsità di Ambrose.

## Personaggi
- Cordelia Gray, titolare di un'agenzia di investigazioni.
- Bevis, Maudsley, collaboratori di Cordelia.
- Sir George Ralston, baronetto, cliente di Cordelia.
- Clarissa Lisle, attrice teatrale, sposata in terze nozze con Sir George.
- Roma Lisle, cugina di Clarissa.
- Simon Lessing, figlio del secondo marito di Clarissa, orfano, è protetto dalla matrigna.
- Ivo Whittingham, critico teatrale, è malato di cancro.
- Tolly (Miss Tolgarth), cameriera e segretaria di Clarissa, figlia di una bambinaia che aveva seguito Clarissa e Roma nella fanciullezza.
- Ambrose Corringe, proprietario di Courcy Island.
- Munter (Carl), domestico di Ambrose.
- Signora Munter, presunta moglie di Munter.

## Edizioni in italiano
- P. D. James, Un indizio per Cordelia Gray, traduzione di Riccardo Mainardi, Collana Onnibus, Milano: A. Mondadori, 1991
- P. D. James, Un indizio per Cordelia Gray, traduzione di Riccardo Mainardi, Collana Bestsellers n. 330, Milano: Mondadori, 1993
- P. D. James, Un lavoro inadatto a una donna; Un indizio per Cordelia Gray, collana Jumbo bestsellers n. 4, Milano: A. Mondadori, 1995
- P. D. James, Un indizio per Cordelia Gray, traduzione di Riccardo Mainardi, collana Il Giallo Mondadori n. 2582, Milano: 1998
- P. D. James, Un indizio per Cordelia Gray, traduzione di Riccardo Mainardi, collana Miti Mondadori n. 166, Milano: 2000
- Un indizio per Cordelia Gray, legge: Pirazzi Gasperini, Franca, Feltre: Centro Internazionale del Libro Parlato, 2009